# Nowaja Jatwieź
Nowaja Jatwieź (biał. Новая Ятвезь; ros. Новая Ятвезь) – wieś na Białorusi, w obwodzie grodzieńskim, w rejonie wołkowyskim, w sielsowiecie Subacze.